# Geelnekkroonparelhoen
Het geelnekkroonparelhoen (Guttera edouardi) is een vogel uit de parelhoenderfamilie, de Numididae. Het kan worden aangetroffen in bosrijke gebieden, soms in combinatie met grasvlakten, in Sub-Saharaans Afrika.

## Kenmerken
Het heeft een totale lengte van ongeveer 50 cm en het verenkleed is zwart met witte stippen. Het heeft een kenmerkende gekrulde zwarte kuif boven op de kop, die het eenvoudig onderscheidt van de andere soorten parelhoenders, behalve het kuifparelhoen. Kenmerkend voor deze soort is de blauwgrijs gekleurde kop met opvallend veel geel in de nek bij G. e. edouardi.

## Ondersoorten
Er zijn twee ondersoorten
- G. e. barbata: in het zuidoosten van Tanzania tot in oostelijk Mozambique en Malawi
- G. e. edouardi: oostelijk Zambia tot Mozambique en oostelijk Zuid-Afrika